# Isaak Iljitsch Lewitan

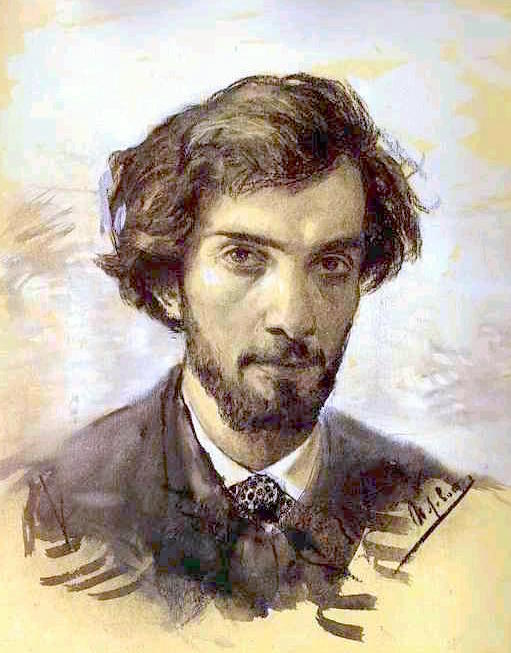
Selbstporträt (1880)

Isaak Iljitsch Lewitan (russisch Исаак Ильич Левитан, wiss. Transliteration Isaak Il’ič Levitan; * 18. Augustjul. / 30. August 1860greg. nahe Wirballen/Litauen (damals Russland); † 22. Julijul. / 4. August 1900greg. in Moskau) war einer der bedeutendsten russischen Maler des Realismus. Teilweise ist er auch unter seinem jiddischen Namen Jitzchak Lewitan bekannt, in englischer Schreibweise Yitzchak Levitan. Lewitans sehr einflussreiches Werk besteht aus mehr als tausend Gemälden.

## Leben
Lewitan kam als Sohn verarmter jüdischer Eltern zur Welt. Sein Vater war Lehrer für Fremdsprachen und lehrte in Privathäusern, doch war er gelegentlich auch zu anderen Arbeiten gezwungen. Trotz bedrückender materieller Verhältnisse fehlte es in der Familie jedoch nicht an einer gebildeten und intellektuellen Atmosphäre, die Lewitans geistiger Entwicklung zuträglich wurde.
Ende der 60er Jahre zog die Familie nach Moskau, wo Lewitan sich im September 1873 an der Moskauer Hochschule für Malerei, Bildhauerei und Architektur, an der sein älterer Bruder Awel (Adolf) bereits seit zwei Jahren lernte, einschrieb. Nachdem er ein Jahr in der Kopierklasse verbracht hatte, wechselte er in die Naturalismusklasse und bald in die Landschaftsmalereiklasse. Lewitans Lehrer waren Alexei Sawrassow, der den größten Einfluss auf ihn hatte, Wassili Perow und Wassili Polenow. Lewitan erhielt als Auszeichnung für seine schnellen Fortschritte eine Schachtel mit Farben und zwei Dutzend Pinsel.
1875 starb Lewitans Mutter, zwei Jahre darauf auch sein Vater. Bereits während der schweren Krankheit seines Vaters (Typhus) zeichnete sich ab, dass die Familie in noch schwerere Armut geraten würde. Lewitan erhielt aufgrund seines großen Talentes und seiner weit fortgeschrittenen Entwicklung ein Stipendium verliehen und konnte weiterhin auf der Schule bleiben. Diese Zeit, in der er gelegentlich bei Freunden wohnte und manche Nächte in den Klassenräumen der Schule verbringen musste, war wohl die schwerste in seinem Leben.
1877 wurden erstmals Arbeiten von Lewitan ausgestellt und von der Presse sehr positiv aufgenommen. Als im Mai 1879 Massendeportationen von Juden aus den zaristischen Großstädten durchgeführt wurden, musste auch Lewitan Moskau verlassen. Er durfte aber dank des Einsatzes von einflussreichen Kunstverständigen bald wieder nach Moskau zurückkehren.
1880 kaufte der berühmte Millionär und Kunstsammler Pawel Tretjakow Lewitans Gemälde Herbsttag. Sokolniki (1879). Seit 1884 nahm Lewitan an einer Wanderausstellung, den „Peredwischniki“, teil. Während seines Studiums an der Moskauer Malschule machte er durch den Maler Michail Tschechow die Bekanntschaft mit dessen Bruder, dem Schriftsteller Anton Tschechow, der sein engster Freund wurde. Lewitan war oft Gast Tschechows und offenbar in seine Schwester Maria Tschechowa verliebt.

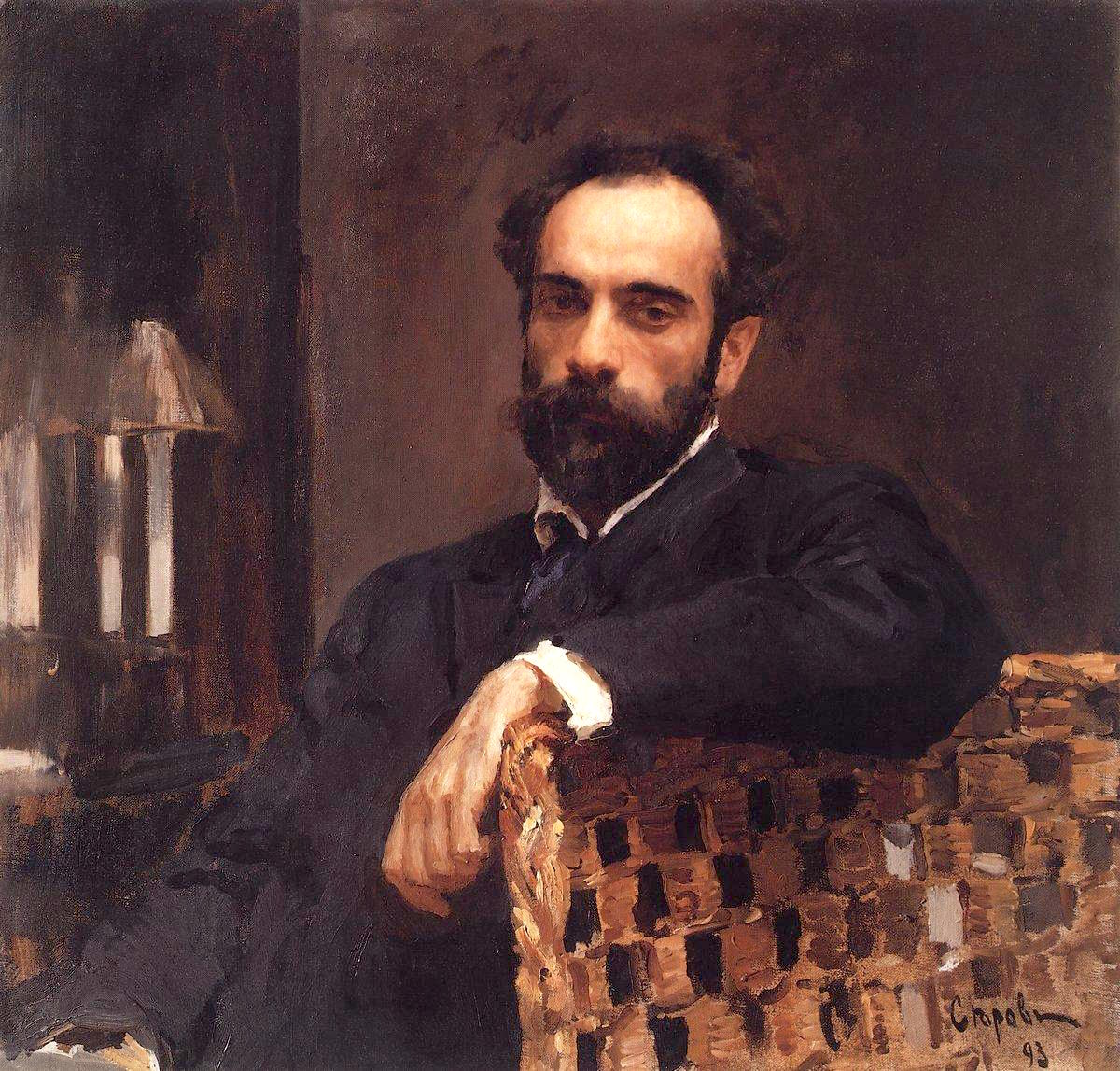
Isaak Lewitan, Porträt von Serow (1893)

Er arbeitete zusammen mit den Tschechow-Brüdern für die Illustrierte Moskwa, Anfang der 1880er Jahre illustrierte er eine Ausgabe des Kreml von M. Fabrizius. 1885 und 1886 arbeitete er gemeinsam mit Konstantin Korowin an der Szenerie für Aufführungen an der Privatoper von S. M. Mamontew.
Lewitan malte mit ganz wenigen Ausnahmen nur nichturbane Landschaften. Eine verschollene, von Nesterow erwähnte Ausnahme ist Ansicht des Simonowklosters, wie die schon erwähnten Illustrationen zum Kreml. Der mit einem einzigartigen tiefen Gefühl für die stille Größe und den lyrischen Charme der russischen Natur begabte Lewitan fing die Stimmung der Landschaft auf. Dieser Begriff, der die teils spirituelle Wirkung der Natur auf die menschliche Psyche ausdrücken sollte und zum Ende des 19. Jahrhunderts in Russland sehr populär war, wurde für Lewitans Werk maßgebend.
Von 1886 bis 1894 war Lewitan Lehrer und Liebhaber der Malerin Sofja Kuwschinnikowa.
1889 stellte Sergei Timofejewitsch Morosow (1860–1944), ein berühmter Kunstsammler und Mäzen, Lewitan ein Atelier in der Moskauer Bolschoj Trechswjatitelskij-Gasse (russ.: Большой Трехсвятительский переулок) zur Verfügung, in dem der Künstler bis zu seinem Lebensende arbeitete.

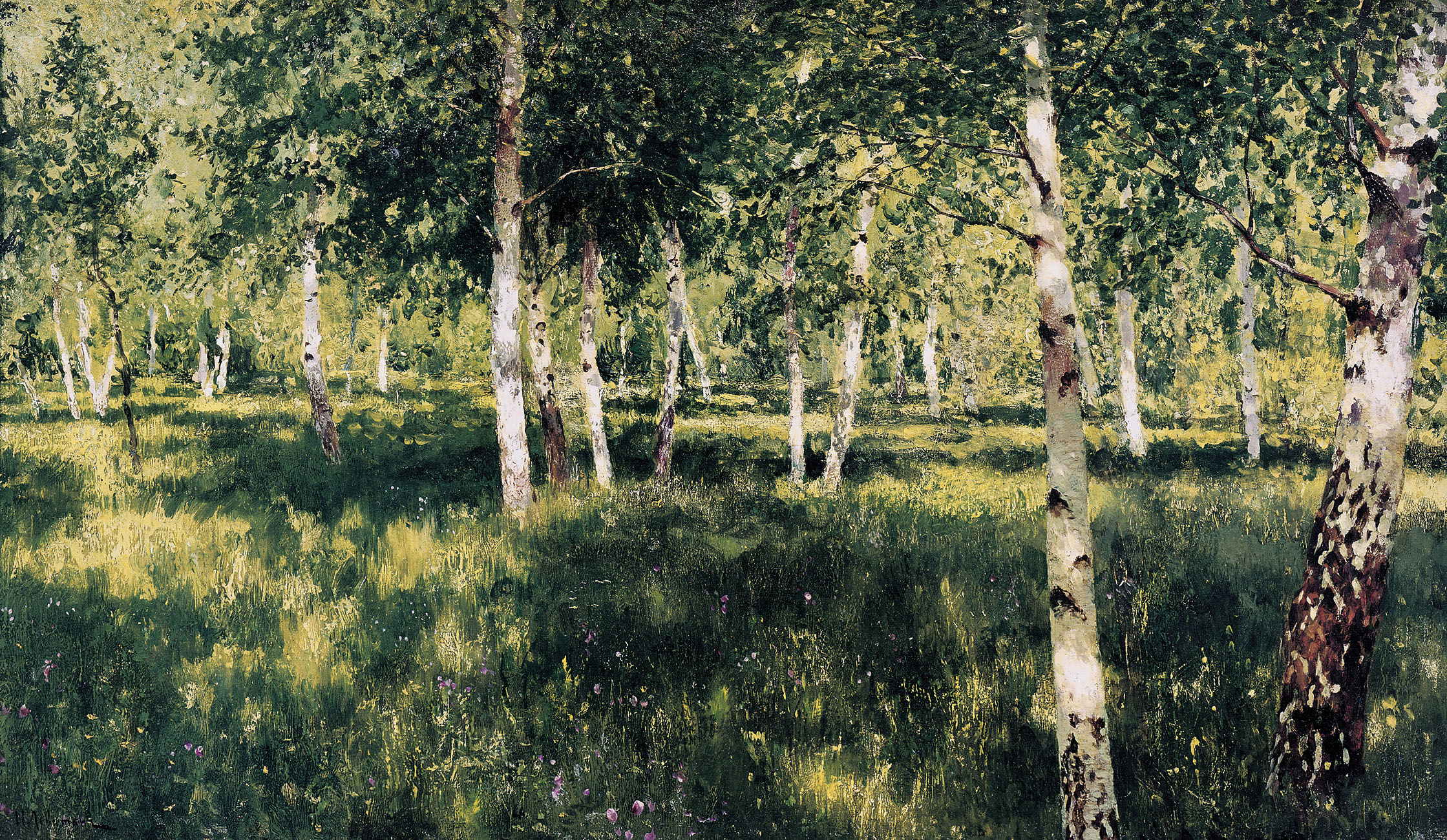
Birkenhain (Берёзовая роща) aus dem Jahre 1889. Das Wäldchen befindet sich heute auf dem Gelände der Villa des russischen Ministerpräsidenten Medwedjew.

Den Sommer 1890 verbrachte er in Jurjewez und schrieb, neben der Anfertigung zahlreicher Bilder, einen Essay Die Ansicht des Kriwooserskiklosters. Dieser wurde ihm zur Grundlage für eines seiner einflussreichsten Bilder, Das stille Kloster. Dieses Gemälde, das Lewitans tiefe Reflexionen über das Künstlerleben ausdrückt, machte auf Anton Tschechow einen tiefen Eindruck.
1897, als er bereits weltbekannt war (sein Werk wurde u. a. auch in der Münchner Sezession ausgestellt), wurde ein schweres Herzleiden diagnostiziert. Im gleichen Jahr wurde er in die Akademie der Künste aufgenommen und begann zu unterrichten, 1898 war er bereits das Haupt des Landschaftsmalereiateliers in seiner Universität.
1900, in seinem Todesjahr, traf er sich das letzte Mal mit Tschechow auf der Krim.
Zu seinen Bewunderern in Deutschland gehört der Dichter der klassischen Moderne Rainer Maria Rilke. Zu der von ihm erwünschten persönlichen Begegnung bei seiner Russlandreise im Jahr 1900 kam es nicht, weil Lewitan unerwartet starb.
Isaak Iljitsch Lewitan wurde zunächst auf dem jüdischen Friedhof Dorogomilow beigesetzt, doch 1941 umgebettet auf den Nowodewitschi-Friedhof, nahe der Tschechowschen Nekropolis.
Der russische Literat Konstantin Paustowski widmete ihm die Erzählung Isaak Lewitan, die seit 1969 auch in deutscher Übersetzung vorliegt.

## Ausstellung
- 2010/2011: Anlässlich des 150. Geburtstages des Malers fand in der Tretjakow-Galerie am Krimski Wal in Moskau eine Ausstellung mit den bekanntesten Gemälden aus den Museen Russlands statt.[4]

## Eponyme
1991 wurde der Asteroid (3566) Levitan nach ihm benannt.

## Werke (Auswahl)
- 1879 Herbsttag. Sokolniki

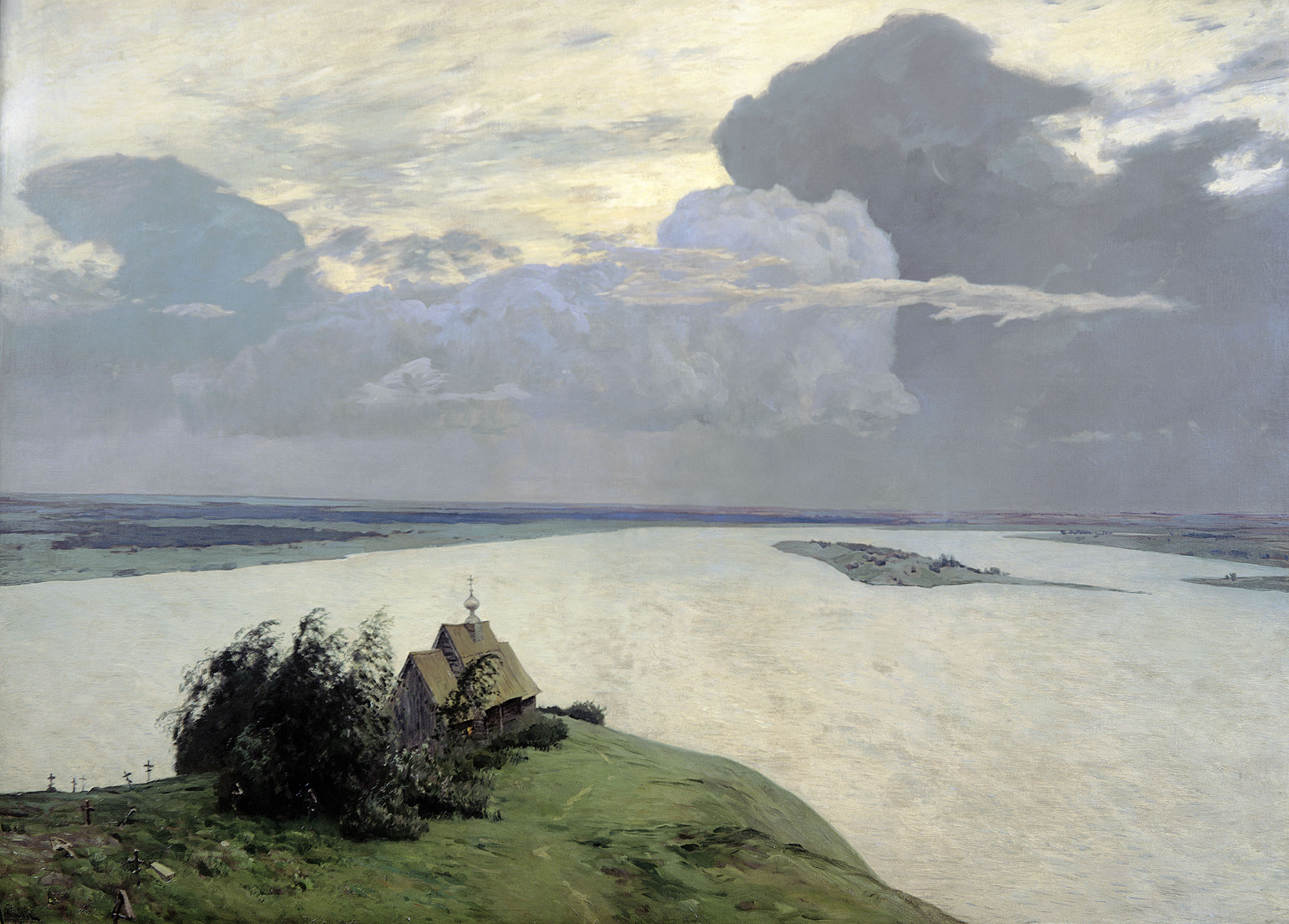
Über der ewigen Ruhe (1894)

- 1892 Wladimirka (Eine Straße, die nach Sibirien führt und von den dorthin Verbannten genutzt wurde.)
- 1894 Über der ewigen Ruhe
- 1897 Herbst – Hochwasser
- 1898 Sonnentag
- 1899 Heuschober. Dämmerung